# Christian Bockelmann
Christian Bockelmann (* 1579 in Stettin; † 1. Januar 1661 in Groß Nenndorf) war ein deutscher evangelischer Theologe.

## Leben
Der Sohn des Glasers und Kunstmalers Lutter Bokelmann und dessen Frau Anna Lindner hatte bereits nach einem halben Jahr seinen Vater verloren. Da sich die Mutter erneut verheiratete, kümmerte sich der Stiefvater um dessen Erziehung. Er sorgte dafür, dass er die Schule in Stettin besuchte und seine Ausbildung an den Schulen in Greifswald und Kyritz fortsetzen konnte. Nachdem er das fürstliche Pädagogium in Stettin frequentiert hatte, bezog er 1598 die Universität Frankfurt (Oder), um ein Studium der Philosophie und der Sprachen zu absolvieren.
Mit jungen Adligen reiste er danach durch die Lausitz, Schlesien, Mähren und Böhmen. In Prag hatte er eine Zeit lang am Carolinum und am jesuitischen Kollege die Disputationen verfolgt. Eine weitere Reise führte ihn über Kursachsen nach Hamburg, wo er Hauslehrer eines Juristen wurde und als solcher auch zwei Jahre lang in Bonenburg aktiv war. 1601 wurde er Hauslehrer in Stadthagen, verfolgte am Gymnasium der Stadt die Disputationen und ging nach Lemgo, um sich vom Mag. Sylvester Pribenius zwei Jahre lang ausbilden zu lassen.
1604 wurde er Kantor in Rinteln, wurde dort 1611 zum Rektor der Stadtschule berufen und vom kaiserlichen Hofpfalzgrafen Röbbig zum Poeta Lauretatus gekrönt. 1626 wurde er Pfarrer in Groß Nenndorf und stieg 1640 zum Superintendent der Ämter Rodenberg und Hagenburg, wobei er nach dem Westfälischen Frieden lediglich das Amt Rodenberg unter seiner Aufsicht hatte.

## Familie
Bockelmann war zweimal verheiratet. Seine erste Ehe schloss er am 24. September 1609 mit Magaretha, der Tochter des Ratsherrn in Rinteln Moritz Pömssen. Aus der Ehe stammen drei Söhne, die jedoch alle jung verstarben. Seine zweite Ehe ging er am 29. Januar 1615 mit Anna ein, der Tochter des Heinrich Bilderbeck. Aus der Ehe stammen fünf Söhne und zwei Töchter. Von den Kindern kennt man:
- Mag. Hermann Bockelmann studierte in Wittenberg und wurde Nachfolger seines Vaters
- Magaretha Elisabeth Bockelmann verh. mit Ascanius Mahler
- Anna Maria Bockelmann verh. mit Mag. Johann Wilhelm Windhorn.

## Weblink
- Druckschriften von und über Christian Bockelmann im VD 17.

| Personendaten    | Personendaten                    |
| ---------------- | -------------------------------- |
| NAME             | Bockelmann, Christian            |
| KURZBESCHREIBUNG | deutscher evangelischer Theologe |
| GEBURTSDATUM     | 1579                             |
| GEBURTSORT       | Stettin                          |
| STERBEDATUM      | 1. Januar 1661                   |
| STERBEORT        | Groß Nenndorf                    |